# Mika Aaltola
Mika Petteri Aaltola (né le 2 mai 1969),  est un politologue finlandais, également directeur de l'Institut finlandais des affaires internationales. Lors de l'invasion russe de l'Ukraine, il a gagné en popularité dans les médias après en avoir régulièrement commenté la télévision nationale. Aaltola est titulaire d'un doctorat en sciences sociales et d'un baccalauréat en psychologie. Il est professeur à l'Université de Tampere et professeur à temps partiel à l'Université de Tallinn. Il s'est présenté comme candidat indépendant à l'élection présidentielle de 2024.
Lors des élections au Parlement européen de 2024, il a été élu député européen. Son parti est le Parti de la coalition nationale, qui fait partie du Parti populaire européen (PPE) dans l'UE.

## Enfance et université
Aaltola est né à Jämsänkoski le 2 mai 1969,. Il a grandi dans le village de Kintaus à Petäjävesi, où sa mère Sinikka Aaltola travaillait comme institutrice depuis 1974. Son père Juhani Aaltola était professeur d'éducation à l'Université de Jyväskylä. La sœur de Mika Aaltola est la philosophe animalière Elisa Aaltola.
Aaltola a obtenu un baccalauréat ès arts en psychologie à l'Université Columbia à New York. Aaltola voulait initialement devenir psychiatre, mais a finalement déménagé à Tampere, où il a commencé ses études en sciences politiques et a obtenu son doctorat en 1999. La thèse d'Aaltola portait sur la capacité de l'Union européenne à survivre aux crises internes, et a reçu le prix du meilleur mémoire de l'année.

## Universitaire et recherche

### Carrière académique
Aaltola est professeur de politique internationale à l'Université de Tampere. Entre 2013 et 2023, il a été professeur à temps partiel à l'Université de Tallinn,. Aaltola a été professeur invité à l'Université du Minnesota. En outre, il a été chercheur invité à l'Université de Cambridge, à Sciences Po, à l'Université de Paris et à l'Université Johns Hopkins. Aaltola a publié sept livres, dont beaucoup se concentrent sur la politique étrangère finlandaise.

### Institut finlandais des affaires internationales
En 2019, Aaltola est devenue directrice de l'Institut finlandais des affaires internationales (FIIA) pour un mandat de cinq ans. Aaltola a affronté Juha Jokela. Finalement, la nomination a été décidée par le conseil d'administration par un vote de 5 contre 4.
Les travaux et recherches d'Aaltola se sont concentrés sur le rôle mondial des États-Unis, la politique des grandes puissances, les changements dans l'ordre mondial et la politique étrangère et de sécurité de la Finlande.

## Carrière politique

### Élection présidentielle de 2024
Aaltola a annoncé début août à Luumäki son intention de se présenter à la présidence en tant qu'indépendant, affirmant qu'il « se sentait obligé » d'aider la Finlande. Dans son discours, il a ajouté que:
"On ne peut pas rejeter (la présidence) simplement parce que le chemin est difficile. Il faut être prêt à relever les défis, surtout lorsque le monde est en grande tourmente. La Finlande a besoin d'un président réformateur doté d'un nouveau type de leadership".

#### Résultats
Lors de l'élection, Aaltola a terminé avant-dernière avec 1,46 % du total des voix, devançant seulement Hjallis Harkimo.

### Élections du Parlement européen de 2024
En avril 2024, Aaltola a annoncé sa candidature aux élections au Parlement de l'Union européenne. Il s'est présenté en tant que membre du Parti de la coalition nationale (NCP). Il a également mentionné avoir discuté avec le Premier ministre Petteri Orpo, qui l'a encouragé à se présenter comme candidat. Ses thèmes centraux étaient liés à la politique étrangère et de sécurité, à l'intégration à l'OTAN ainsi qu'à l'aide à l'Ukraine contre la Russie.
Aaltola a obtenu 95 651 voix aux élections européennes. Cela a fait de lui le candidat le plus voté du Parti de la coalition nationale, ce qui lui a permis d'être élu membre du Parlement européen. À l'échelle nationale, il a obtenu le troisième plus grand nombre de voix, après Andersson et Heinäluoma. Selon certains analystes, le succès d'Aaltola reposait en partie sur sa campagne présidentielle, mais aussi sur l'accent mis sur la politique de sécurité, comme ce fut également le cas pour Pekka Toveri.

## Vues

### Police étrangère
Aaltola se considère comme un réaliste classique dans la théorie des relations internationales. Dans nombre de ses écrits, il a été influencé par des penseurs tels que Thucydide et Platon ainsi que par le président Sauli Niinistö,,. Il met l’accent sur la compréhension de la politique des grandes puissances et sur l’importance de la défense. En plus, par exemple, il est en profond désaccord avec le néoréaliste Mearsheimer, affirmant que la capitulation de l’Occident a «créé un espace» permettant à la Russie d’attaquer l’Ukraine et d’influencer l’Afrique du Nord.

### Politique intérieure
Aaltola estime que l’empathie devrait constituer une base importante pour l’influence politique. C'est ce qu'il appelle une «société d'empathie». Lors du grand débat électoral à Yle, Aaltola a déclaré que la politique économique devait être pratiquée "au-delà des élections, comme convenu à l'unanimité" et que la politique d'austérité du gouvernement Orpo n'était pas nécessairement menée au "bon moment".

### Spectre politique
Sur l'échiquier politique Helsingin Sanomat, Aaltola était légèrement étiquetée économiquement centre-gauche. Socialement, il n'était ni conservateur ni libéral.

## Vie privée
Aaltola est marié à Kirsi Aaltola. Leur premier enfant est né en avril 2022 et la famille compte trois chiens,.

## Citations
1. ↑  Mika Aaltola analysoi Ukrainan sodan käänteitä esikoisen syntymän kynnyksellä - Seura (in Finnish)
2. ↑  Ulkopoliittinen - Yle (in Finnish)
3. ↑  Kymäläinen, Kakko et Raimoaho, « Mika Aaltolan perheessä on kolme harvinaista karvatonta terrieriä – katso, montako tietyn rotuista koiraa on kotipaikkakunnallasi », Yle, 6 mai 2022
4. ↑  Pukka, « Kun maailmalla rähistään, tv:ssä on Mika Aaltola – johtaja herää viideltä analysoimaan maailmaa ja ehtii vastaamaan kansalaispuheluihin », Yle, 27 février 2022
5. ↑  (fi) Pennanen, « Mika Aaltola analysoi sodan käänteitä esikoisen syntymän kynnyksellä: "En tiedä, milloin olisi ollut oikea hetki tulla isäksi - ehkä se on juuri nyt" », Seura.fi, 17 mars 2022 (consulté le 11 septembre 2023)
6. ↑  (fi) « CV », www.aaltola2024.fi (consulté le 11 septembre 2023)
7. ↑  (fi) Toimitus, « Sinikka Aaltola: "Jonkun elämä voi mennä niin, ettei siinä ole yhtään valoa" », Petäjävesi-lehti, 18 mai 2021 (consulté le 11 septembre 2023)
8. ↑  (fi) « Tässä on Jyväskylän diskojumala Mika Aaltola – ”Newyorkerilla” härski look ensimmäisessä haastattelussaan », www.iltalehti.fi (consulté le 12 juin 2024)
9. ↑  Nyberg, « Meet Our Professors: Mika Aaltola », Tallinn University, 14 septembre 2021
10. ↑  (fi) « Alumnimme Mika Aaltola: Olen kiinnostunut kokonaiskuvan muodostamisesta », Tampereen korkeakouluyhteisö (consulté le 12 juin 2024)
11. ↑  (fi) « MAB dosenttiluennnot: Ulkopoliittisen instituutin johtaja Mika Aaltola », Tampereen korkeakouluyhteisö (consulté le 12 juin 2024)
12. ↑  « Mika Aaltola CV, ETIS », www.etis.ee (consulté le 12 juin 2024)
13. ↑  (fi) « Mika Aaltola sai haukut ja erosi », www.iltalehti.fi (consulté le 12 juin 2024)
14. 1 2  (fi) « Mika Aaltola », FIIA – Finnish Institute of International Affairs, 5 avril 2017 (consulté le 12 juin 2024)
15. ↑  (fi) « HS: Mika Aaltolan valintaa Upin johtoon edelsi ruma peli kulisseissa », Yle Uutiset, 12 novembre 2023 (consulté le 12 juin 2024)
16. ↑  (fi) « Mika Aaltola pyrkii presidentiksi: "Ajan Suomen etua, se on tärkeä erottava tekijä muihin ehdokkaisiin" – ei vastannut kritiikkiin panttaamisesta », Yle Uutiset, 3 août 2023 (consulté le 11 septembre 2023)
17. ↑  « Presidential election 2024, Whole country, Results by candidate. », Ministry of Justice, Information and Result Service, 28 janvier 2024 (consulté le 29 janvier 2024)
18. ↑  (fi) « Euroehdokkaaksi suostunut Mika Aaltola: Petteri Orpo soitti – ja tätä hän tarjosi minulle », demokraatti.fi, 18 avril 2024 (consulté le 12 juin 2024)
19. ↑  (fi) « Mika Aaltola lähtee ehdolle eurovaaleihin – kokoomuksen riveissä », Yle Uutiset, 18 avril 2024 (consulté le 24 avril 2024)
20. ↑  (fi) « Mika Aaltola | Tulospalvelu | Eurovaalit 2024 | Yle », vaalit.yle.fi (consulté le 12 juin 2024)
21. ↑  (fi) « Näin kävi Euroopan ”pekkatovereille” », www.iltalehti.fi (consulté le 12 juin 2024)
22. ↑  (fi) « Analyysi: Mika Aaltola päätyi tentissä määrittelemään, mitä ei ainakaan ole – nosti esiin fasismin ja ylimielisyyden », Yle Uutiset, 6 janvier 2024 (consulté le 12 juin 2024)
23. ↑  (fi) Aaltola, « Mika Aaltolan kolumni: Uppoava Britannia repii auki monta kiistaa », Ilta-Sanomat, 9 septembre 2019 (consulté le 12 juin 2024)
24. ↑  (fi) Aaltola, « Mika Aaltolan kolmni: Lopullisia ratkaisuja ei ole », Ilta-Sanomat, 30 octobre 2021 (consulté le 12 juin 2024)
25. ↑  (fi) « Mika Aaltola saapui Linnaan – Analyysi Sauli Niinistöstä », www.iltalehti.fi (consulté le 12 juin 2024)
26. ↑  Aaltola, « Mika Aaltola: Analysis on Mearsheimer. », Tiktok, 15 septembre 2023
27. ↑  Aaltola, « MIKA AALTOLA: ”PUOLUSTAN EMPATIAYHTEISKUNTAA, JOSSA VALLITSEE AVOIMUUDEN, PARANTAVAN PUHEEN JA ROHKEUDEN ILMAPIIRI” », 23 janvier 2024
28. ↑  (fi) « Suuri vaalikeskustelu | Presidentinvaalit 2024 | Yle Areena », areena.yle.fi (consulté le 12 juin 2024)
29. ↑  (fi) « Presidentinvaalit | Essayah ja Haavisto yhtä vihreitä, Aaltola hieman vasemmalla – Näin presidenttiehdokkaat sijoittuvat arvokartalle », Helsingin Sanomat, 16 novembre 2023 (consulté le 16 novembre 2023)
30. ↑  (fi) « Perhesiteitä | Mika Aaltolalla oli jatkuvasti kipuja, jotka paljastuivat vuosien kuluttua kasvaimeksi: "Luin netistä, että on 80 prosentin todennäköisyys kuolla leikkauksessa" », Helsingin Sanomat, 1er avril 2022 (consulté le 11 septembre 2023)
31. ↑  (fi) Sairanen, « Mika Aaltolan lapsi syntyi – koskettava Twitter-päivitys julki », Ilta-Sanomat, 10 avril 2022 (consulté le 11 septembre 2023)